# Schlosskirche Bernburg

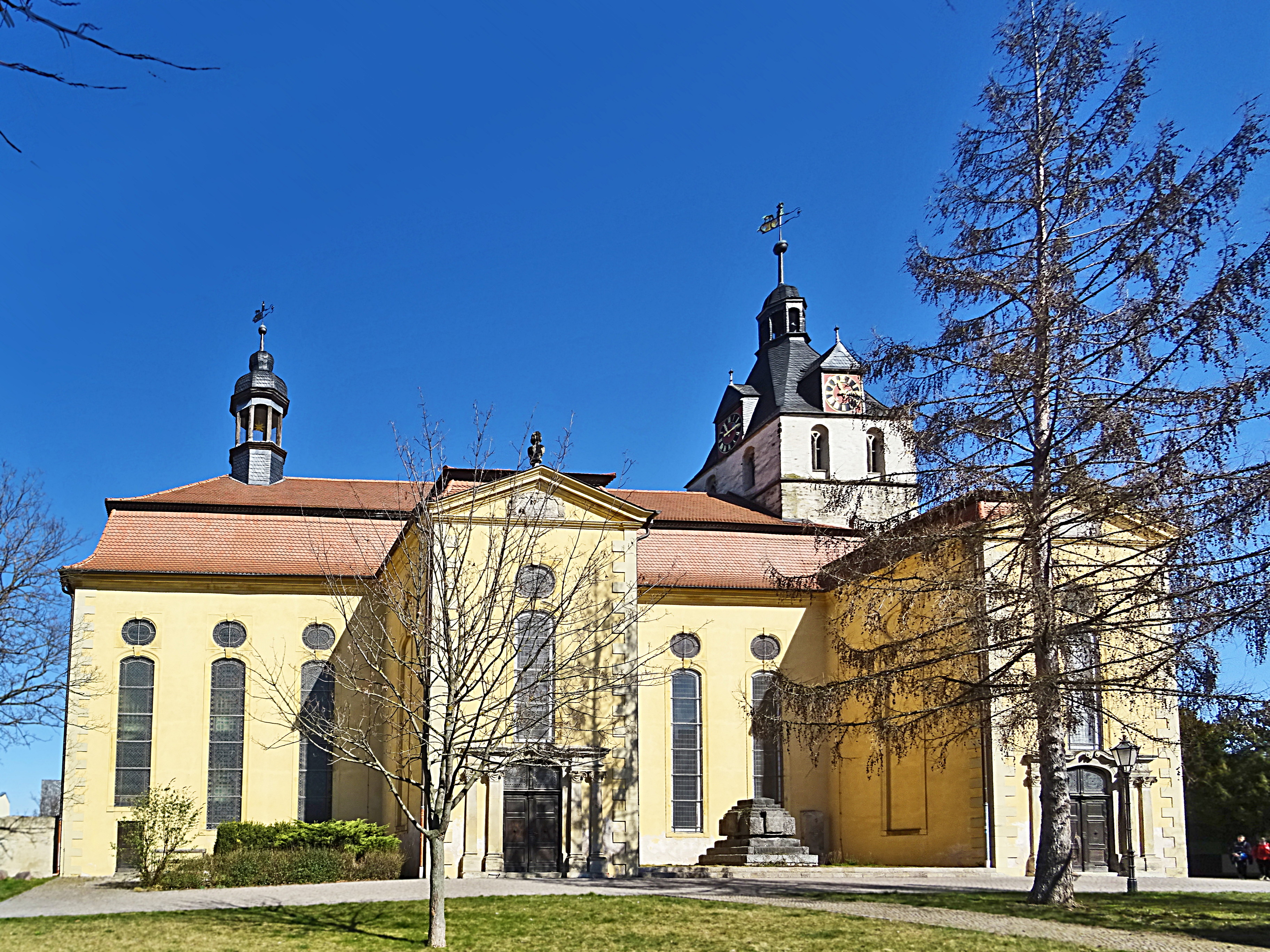
Schlosskirche von Süden

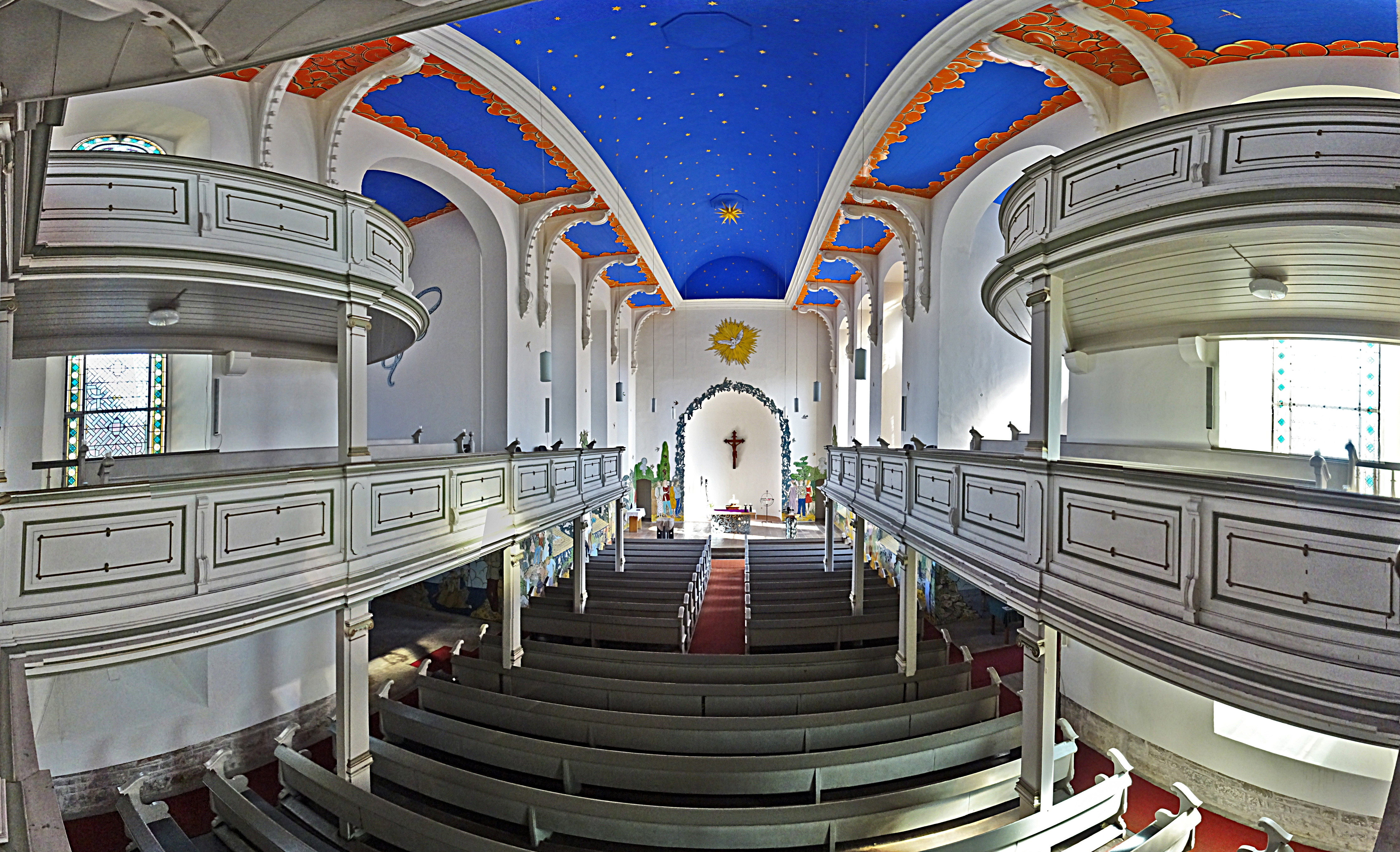
Innenraum-Panorama

Der barocke Bau der Schlosskirche St. Aegidien gehört zu den prägnanten Bauwerken der Stadt Bernburg (Saale). Zugleich erinnern die auch äußerlich noch sichtbaren Bauteile der romanischen Vorgängerkirche – der Vierungsturm und die als Fürstengruft genutzte Apsis – auf eine vielleicht 1000-jährige Bau-, Kirchen- und Gemeindegeschichte an diesem Platz.

## Geschichte
Anhand der einzelnen Reste romanischer Baukunst wie Apsis, Vierung und Resten des Querschiffs ist die Anlage in das 12. Jahrhundert zu datieren. 14C-Datierungen im Rahmen einer Grabung auf dem Gebiet des Friedhofes der Aegidienkirche im Sommer 2011 erbrachten den Nachweis der ältesten Nutzung um 1200 und der jüngsten Belegung um das Jahr 1600.
Starke Ähnlichkeiten mit dem Mauerwerk und der Fassadengliederung der Bernburger Burgkapelle St. Pankratius lassen den Schluss zu, dass beide Bauwerke gleichzeitig errichtet wurden. Die Erwähnung einer „ecclesia nostre in Berneburg“ durch Heinrich I. im Jahr 1228 kann mit hoher Wahrscheinlichkeit auf die Aegidienkirche bezogen werden und zeichnet diese als askanische Eigenkirche aus.
Während die Burgkapelle St. Pankratius nur jenem Personenkreis zugänglich war, welcher auch die Bernburger Kernburg betreten durfte, diente St. Aegidien als Pfarrkirche des Burgbezirkes und der Vorburg.
Im Jahr 1375 wird die Burgpfarrkirche St. Aegidien erstmals mit ihrem Patrozinium erwähnt. Aus verschiedenen Quellen wird deutlich, dass der Pfarrer der St. Aegidienkirche vermutlich die herausgehobene Stellung eines Archipresbyters besaß.
Bis zur Verlegung der Superintendentur zur Altstädter Marienkirche im Jahr 1537 bildete die Aegidienkirche, als fürstliche Hofpfarrkirche, das Zentrum einer frühen, die Bistumsgrenzen überschreitenden askanischen „Landeskirche“ im Bernburger Raum.
Der Turm wurde 1608 erhöht und dabei mit einem Zeltdach und einer Laterne versehen. St. Aegidien wurde 1623 Schlosskirche, der Pfarrer Hofprediger. Die Apsis wurde 1625 unter Christian I. zur Fürstengruft der bernburgischen Askanier umgebaut.
Die alte Kirche wurde 1751 an der Abendseite erweitert. Anfang März wurde das Schiff der alten romanischen Kirche bis unter die Fenster abgebrochen und als Barockkirche neu aufgebaut. Am 3. Dezember 1752 fand die Einweihung der neuen Kirche statt.
Der Kirchenraum wurde 1888 umgestaltet. Dabei wurde der Fürstenstuhl abgerissen und die Emporen reduziert. Der Altarraum wurde durch den Einbau einer Konche neu gestaltet. Der Hochaltar mit Kruzifix und die Wandbemalung erfolgten nach dem neogotisierenden Geschmack lutherischer Prägung des 19. Jahrhunderts. Die Firma Gustav Kuntzsch, Anstalt für kirchliche Kunst, Wernigerode, schuf den Altar, die Kanzel, das Orgelgehäuse, das Gestühl, die Emporen und die sonstige Einrichtung sowie die Ausstattung der Sakristei und der Taufkapelle; sie war zudem zuständig für die Malerei. Das Wandbild wurde 1902 nochmals verändert.
Im Jahr 1936 kam es erneut zu umfangreichen Arbeiten an der Kirche. Diese umfassten Gruft, Fenster und Außenrenovierungen. Es wurden die Fronten des Hauptschiffs und der Querschiffe sowie des Glockenturms und der Laternentürmchen renoviert.

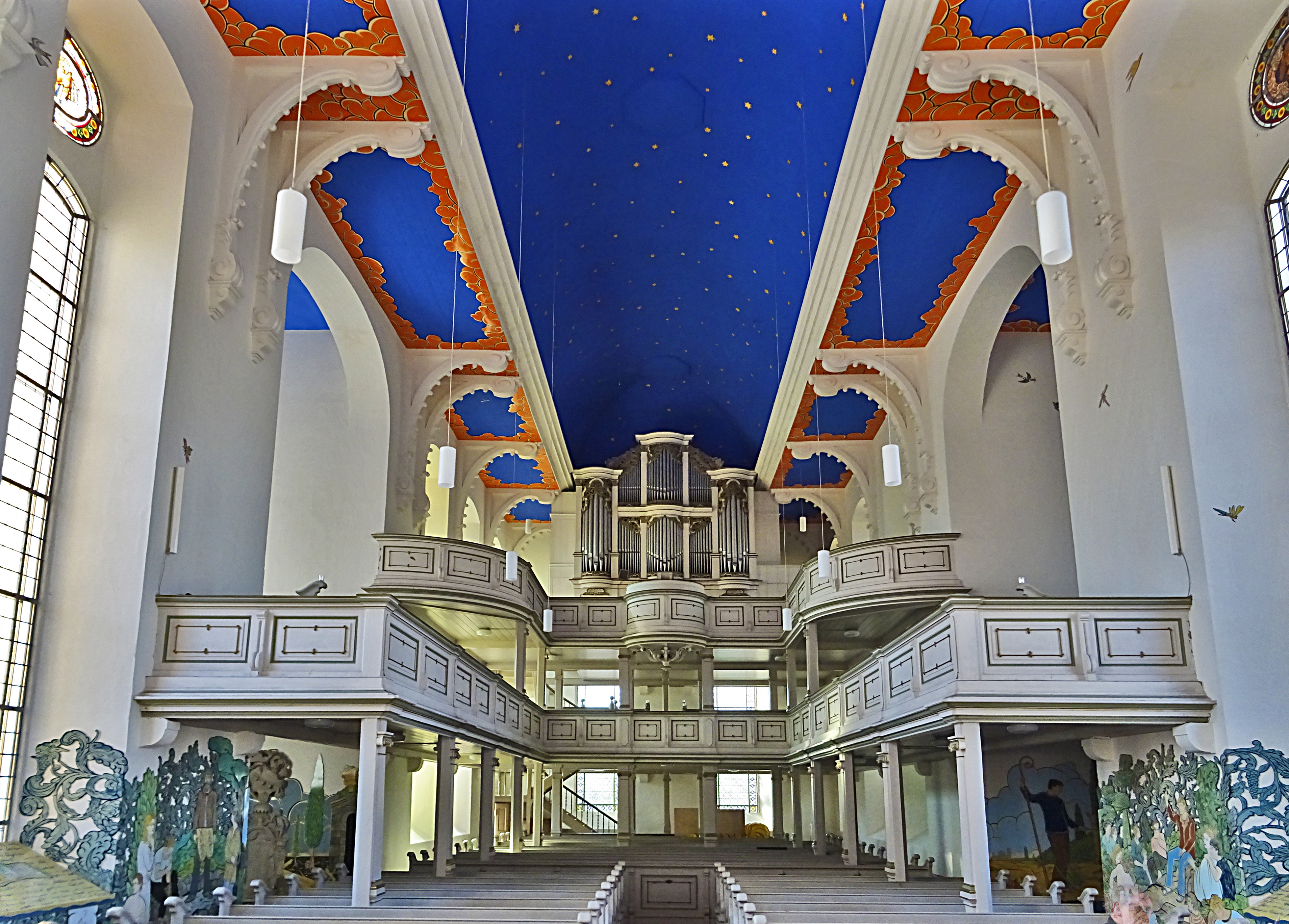
Orgel und Emporen

Der Innenraum wurde 1970 erneut umgestaltet. Alle neugotischen Ausstattungsteile wurden entfernt und größtenteils zerstört, die Anzahl der Bänke reduziert, die Konche geschlossen, die Altarwand verputzt und ein Fliesenmosaikkreuz eingefügt.
Der alte Beichtraum wurde 1986 zur Winterkirche umgebaut. Da der Dachstuhl mit Hausschwamm befallen war, musste er von 1992 bis 1996 saniert werden. Das Dach wurde neu eingedeckt, und das Äußere der Kirche wurde saniert.
Die Bankheizung wurde 2005 erneuert und zeitgleich ein neuer Taufstein, bestehend aus Bernburger Salz, aufgestellt. 2008 wurde die Apsis wieder geöffnet und dabei das Fliesenmosaikkreuz gesichert und eingelagert. Die Apsis wurde neu verputzt und die gesamte Altarwand malermäßig instand gesetzt sowie das bis dahin im Nordeingang aufbewahrte Kruzifix neu befestigt.

## Das Kunstprojekt

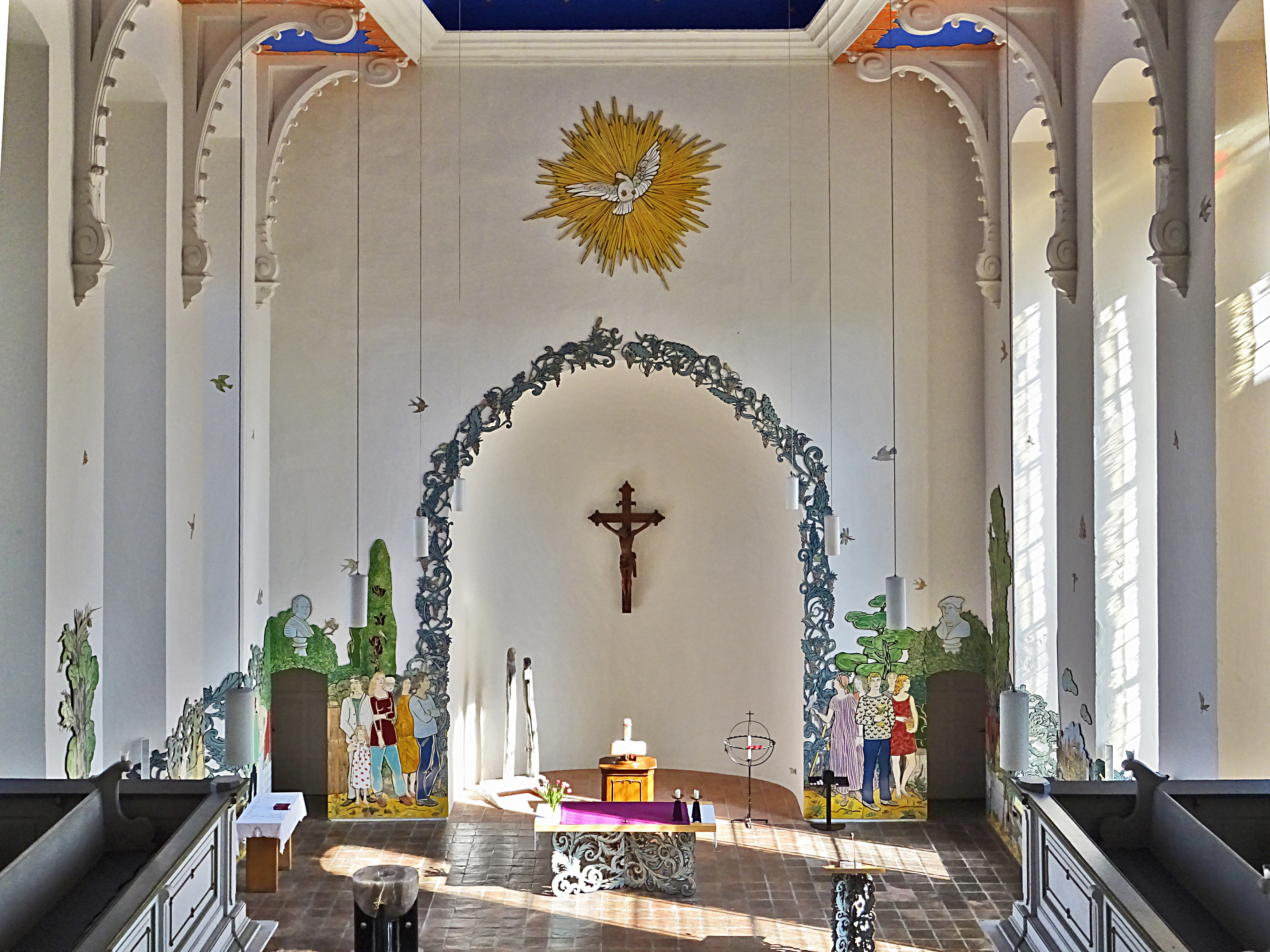
Blick zum Altar mit Kunstprojekt

Im Mai 2013 wurde mit der Neugestaltung der Kirche begonnen. Zusammen mit den sakralen Gegenständen der Kirche musste auch die Orgel mit ihren rund 3200 Pfeifen ausgeräumt werden. Anschließend wurde die Kirche vom Boden bis zu Decke eingerüstet und neu gestrichen. Mit Fertigstellung der Decke begann das eigentliche Kunstprojekt, welches durch den Hallenser Künstler Moritz Götze von der Kunsthochschule Burg Giebichenstein gestaltet wurde: Auf der blauen Deckenfarbe wurden zunächst im Juli 2013 orange Wolken und gelbe Sterne aus Emaille montiert.
Ein Jahr später, im Juli 2014 wurden ebenfalls Emaillen an der Südwand montiert. Die Umgestaltung der Nordwand folgte im Dezember desselben Jahres. Den Abschluss der Neugestaltung der Raumschale bildete im Dezember 2015 die künstlerische Neugestaltung der Altarwand.
Im Festgottesdienst zum Ostersonntag 2016 wurde auch der neue Altar eingeweiht.
Vom Anfang des Projekts bis zu dessen Ende sind gute drei Jahre vergangen, in denen sich die Kirche von Grund auf verwandelt hat. Zu allen Etappen des Kunstprojektes kann man Bilddokumentationen auf der Internetseite der Kirche finden:

## Orgel

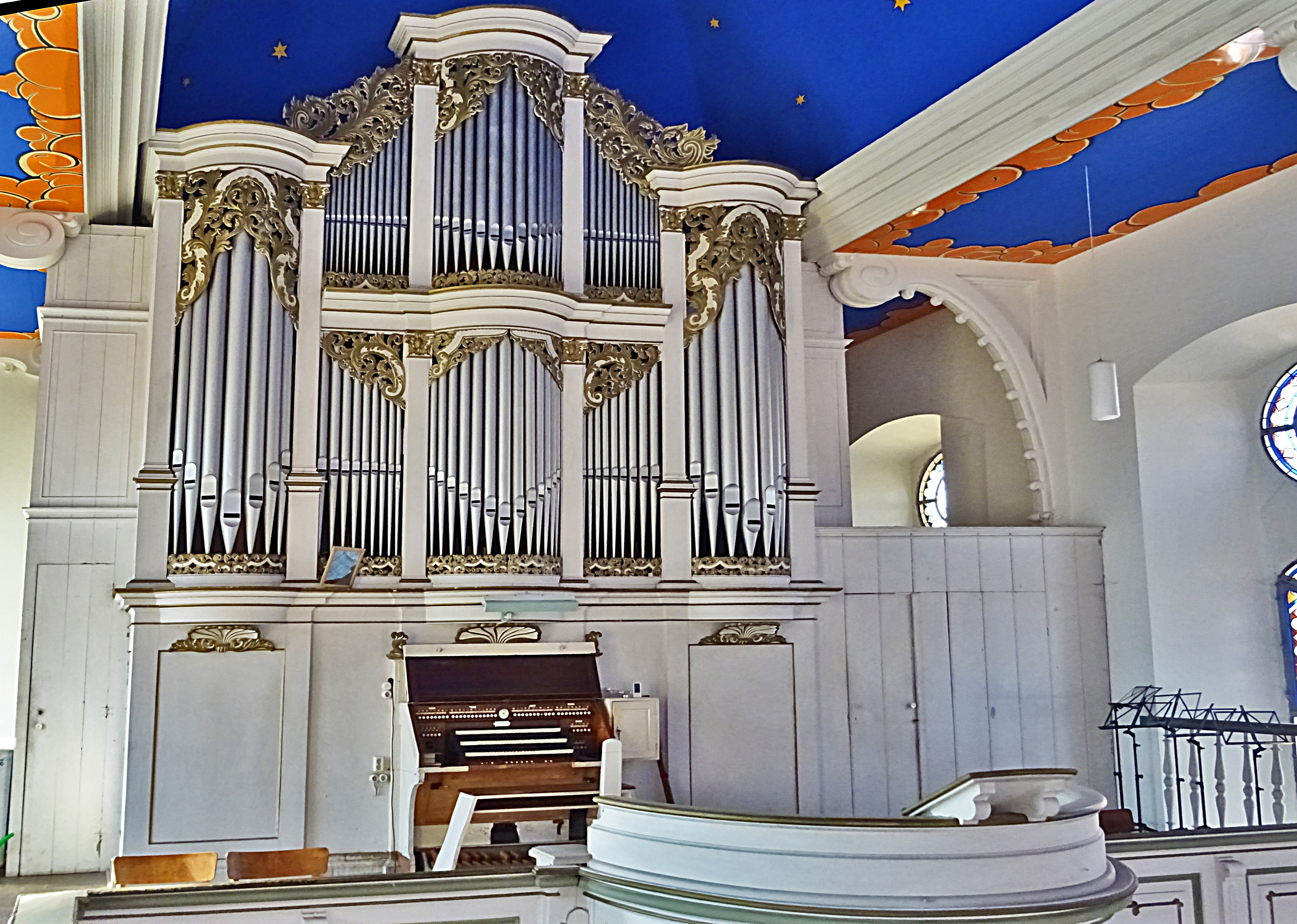
Fleischer & Kindermann-Orgel

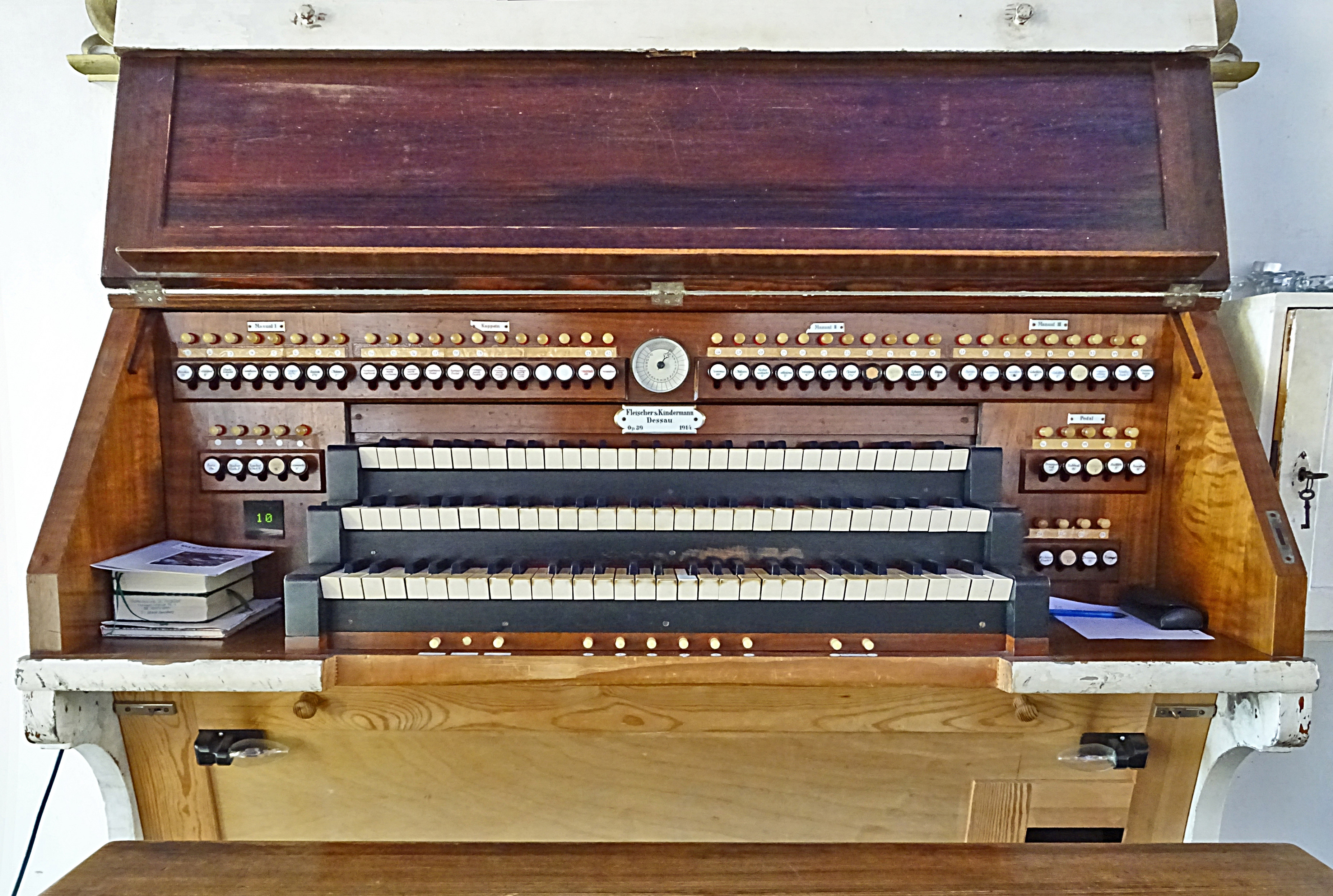
Spieltisch mit Registerwalze

Auf der zweiten Empore „thront“ die Orgel, die 1914 durch die Orgelbaufirma Fleischer und Kindermann (Dessau) erbaut und 1956–1959 durch Hermann Lahmann (Leipzig) umdisponiert wurde. Das Instrument hat 42 Register auf drei Manualen und Pedal. Die Orgel hat eine komplett pneumatische Traktur. Sie hat folgende Disposition:
| I Hauptwerk C– |             |        |
| 1.             | Bordun      | 16′    |
| 2.             | Prinzipal   | 8′     |
| 3.             | Grobgedackt | 8′     |
| 4.             | Gemshorn    | 8′     |
| 5.             | Oktave      | 4′     |
| 6.             | Koppelflöte | 4′     |
| 7.             | Quinte      | 2 ⁄3′  |
| 8.             | Oktave      | 2′     |
| 9.             | Terz        | 1 3⁄5′ |
| 10.            | Mixtur V    | 2′     |
| 11.            | Zimbel IV   | 1⁄2′   |
| 12.            | Fagott      | 16′    |
| 13.            | Trompete    | 8′     |

| II Schwellwerk C– |             |       |
| 14.               | Pommer      | 16′   |
| 15.               | Oktave      | 8′    |
| 16.               | Rohrgedackt | 8′    |
| 17.               | Salizional  | 8′    |
| 18.               | Prinzipal   | 4′    |
| 19.               | Nachthorn   | 4′    |
| 20.               | Nasat       | 2 ⁄3′ |
| 21.               | Prinzipal   | 2′    |
| 22.               | Sifflöte    | 1′    |
| 23.               | Scharf IV   | 1 ⁄3′ |
| 24.               | Oboe        | 8′    |

| III Brustwerk C– |                 |             |
| 25.              | Copula          | 8’          |
| 26.              | Quintade        | 8’          |
| 27.              | Prestant        | 4’          |
| 28.              | Rohrflöte       | 4’          |
| 29.              | Waldflöte       | 2’          |
| 30.              | Larigot         | 1 2⁄3′      |
| 31.              | Sesquialtera II | 4⁄5′ + 2⁄3′ |
| 32.              | Zimbel IV       | 2⁄3′        |
| 33.              | Krummhorn       | 8′          |
|                  | Tremulant       |             |

| Pedal C– |              |     |
| 34.      | Prinzipalbaß | 16’ |
| 35.      | Subbaß       | 16’ |
| 36.      | Oktavbaß     | 8’  |
| 37.      | Baßflöte     | 8’  |
| 38.      | Choralbaß    | 4’  |
| 39.      | Hintersatz V | 4’  |
| 40.      | Sordun       | 32’ |
| 41.      | Posaune      | 16’ |
| 42.      | Trompete     | 8’  |

- Koppeln: II/I, III/I, III/II, I/P, II/P, III/P
- Spielhilfen: eine freie Kombination, Crescendowalze, Piano-Pedal

## Ansichten

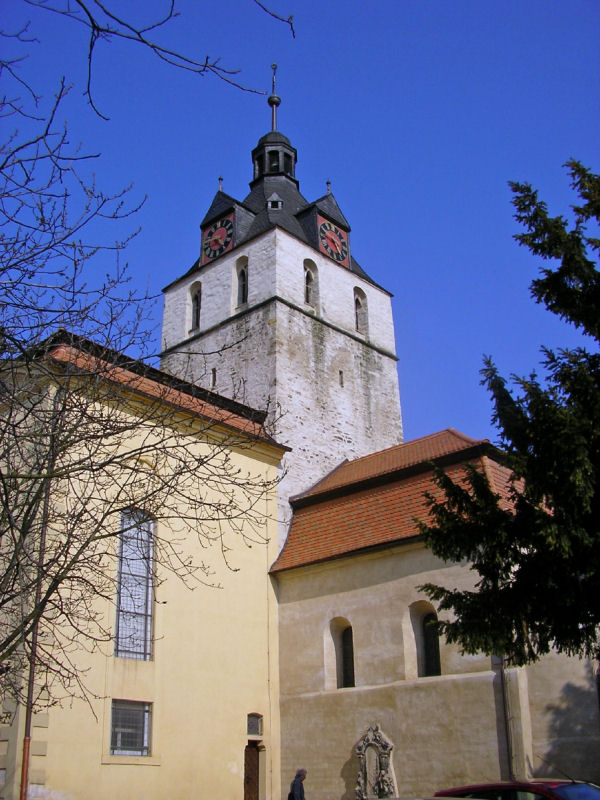
Südostansicht
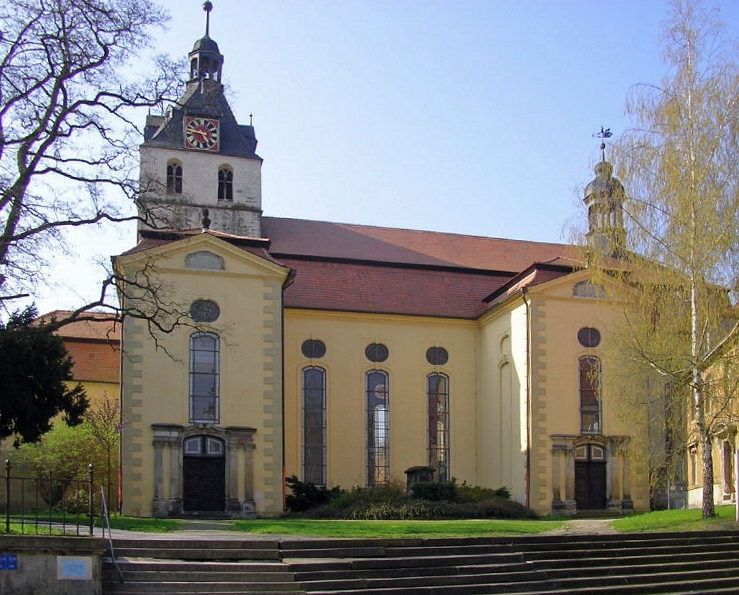
Nordansicht
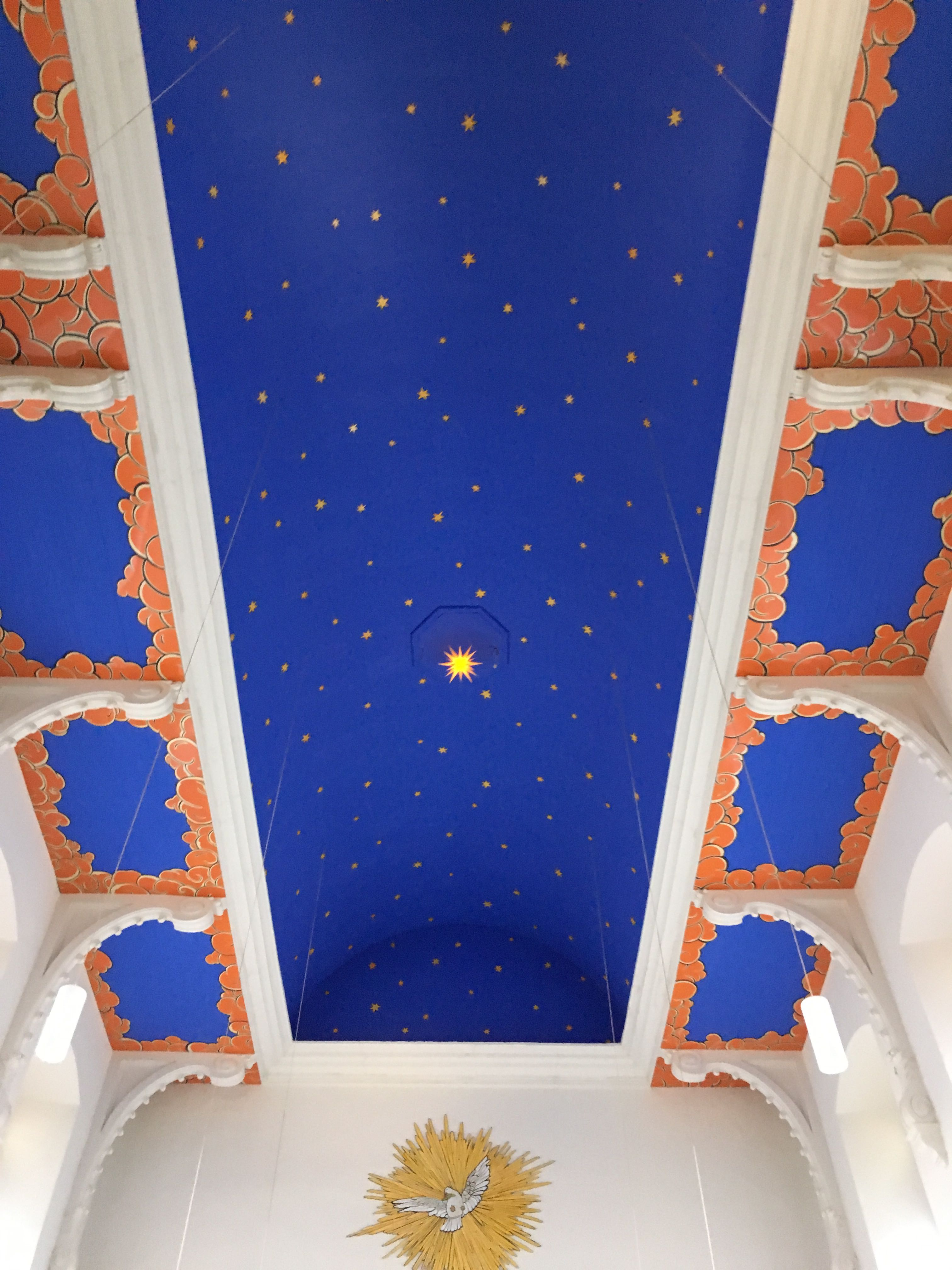
Der Sternenhimmel mit Sonne im Altarraum
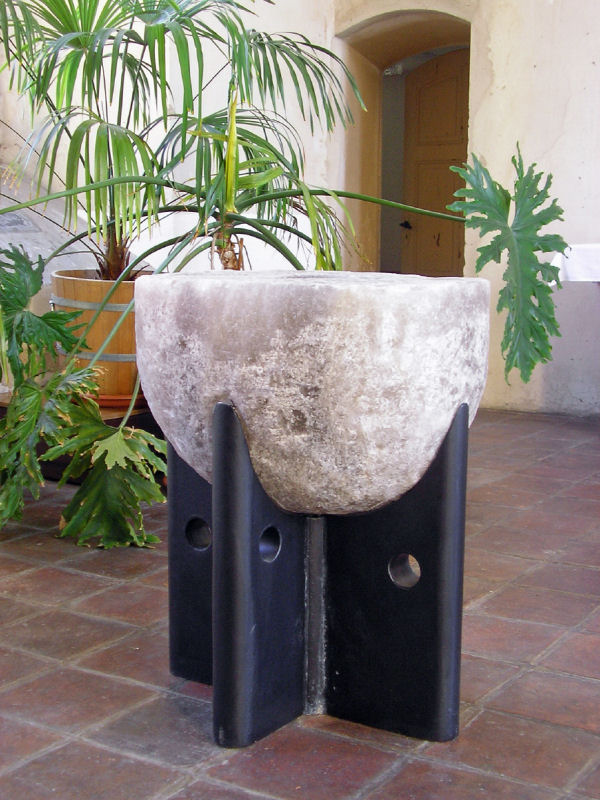
Taufstein aus Bernburger Salz
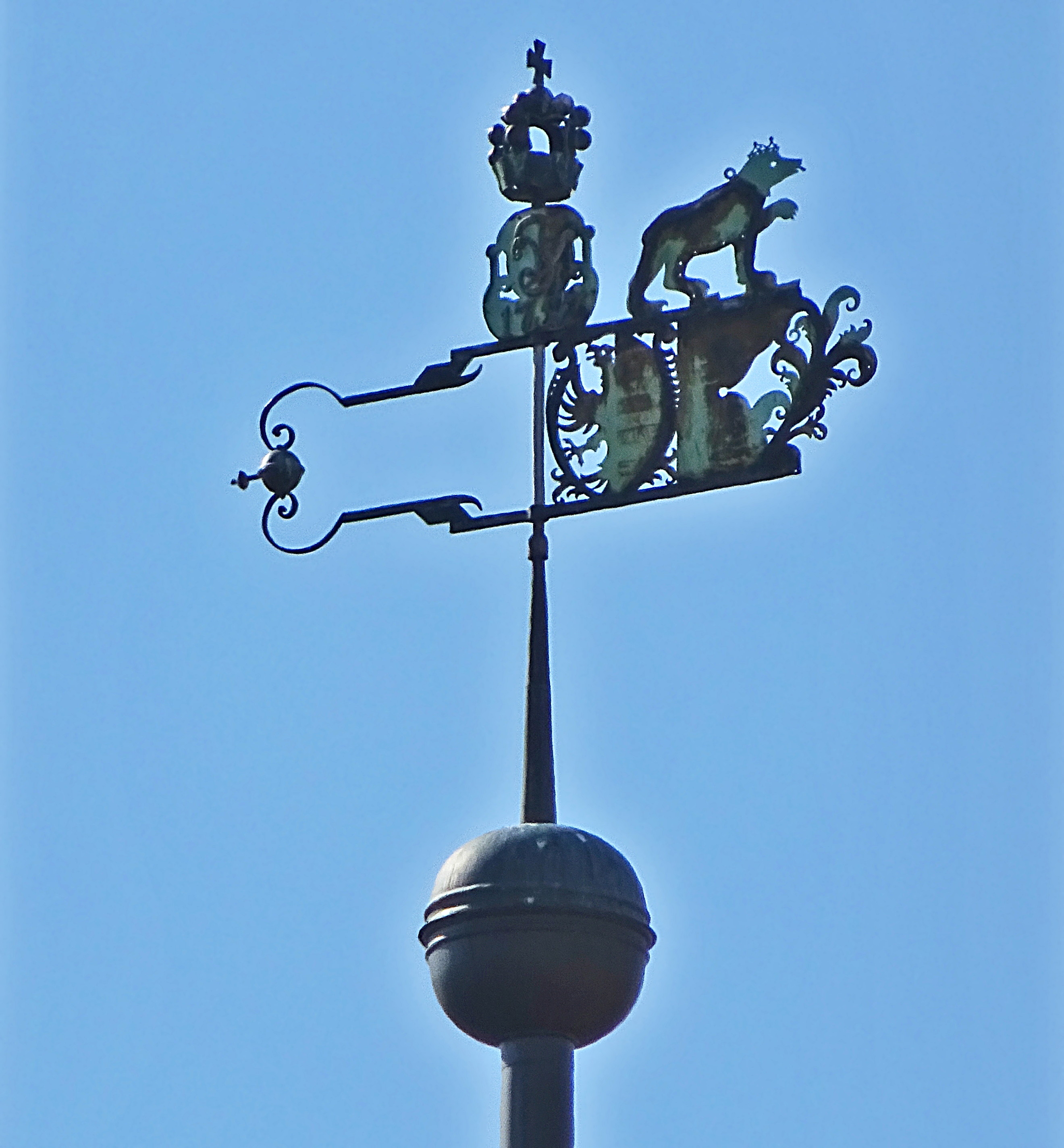
Wetterfahne